# Élections législatives sénégalaises de 1993

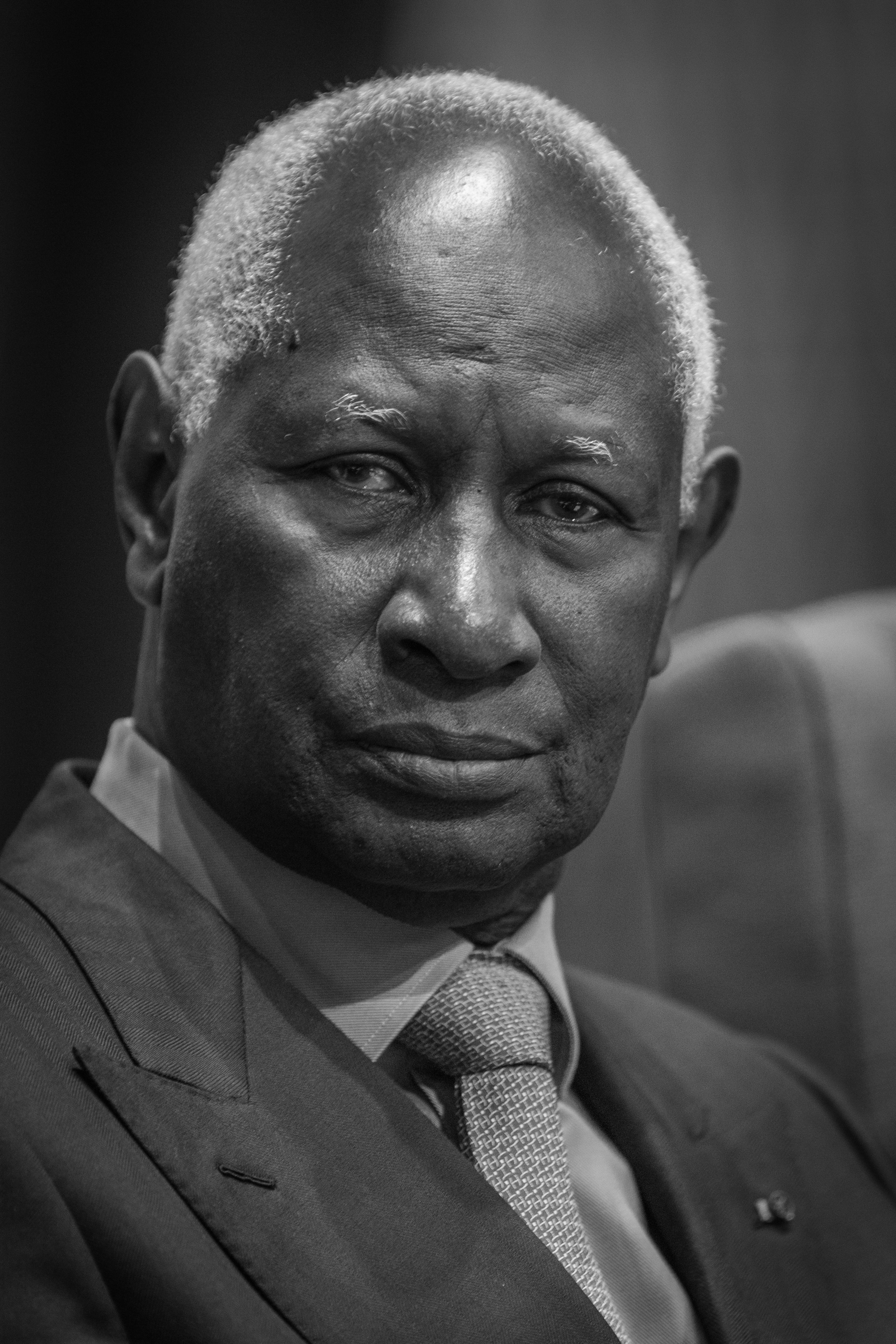
Abdou Diouf

Les élections législatives sénégalaises de 1993 ont eu lieu le 9 mai 1993. Elles ont été remportées par le Parti socialiste, avec près de 56 % des suffrages.

## Contexte
Depuis le 24 avril 1981, le multipartisme sans restrictions est rétabli et huit formations se disputent les suffrages du pays.

## Participation
Le taux de participation est de 41 %.

## Résultats
| Suffrages exprimés                                             | Suffrages exprimés | Suffrages exprimés | 1 064 582 |             | 120 sièges à pourvoir | 120 sièges à pourvoir |
|                                                                |                    |                    |           |             |                       |                       |
| Liste                                                          | Tête de liste      |                    | Suffrages | Pourcentage | Sièges acquis         | Var.                  |
| Parti socialiste (PS)                                          | Néant              |                    | 602 171   | 56,56 %     | 84 / 120              |                       |
| Parti démocratique sénégalais (PDS)                            | Néant              |                    | 321 585   | 30,21 %     | 27 / 120              |                       |
| Rassemblement national démocratique (RND)                      | Néant              |                    | 52 189    | 4,9 %       | 3 / 120               |                       |
| Ligue démocratique/Mouvement pour le parti du travail (LD/MPT) | Néant              |                    | 43 950    | 4,13 %      | 3 / 120               |                       |
| Parti de l'indépendance et du travail (PIT)                    | Néant              |                    | 32 348    | 3,04 %      | 2 / 120               |                       |
| Union démocratique sénégalaise/Rénovation (UDS/R)              | Néant              |                    | 12 339    | 1,16 %      | 1 / 120               |                       |